# دينا سليم
دينا سليم أديبة من الداخل الفلسطيني ولدت في 28 نيسان 1957 في مدينة اللد. قاصة وروائية امتهنت مهنة التدريس وعملت في مجال التربية العامة والخاصة، اختصت بضعيفي السمع وذوي الاعاقات الذهنية والعسر التعليمي، حاصلة على شهادات اكاديمية عليا في موضوع علم النفس والتربية.

## حياتها
ولدت في حي المحطة في مدينة اللد، فلسطين الداخل لعائلة مسيحية محافظة من أبوين مكافحين. ولدت دينا سليم ما بين النكبة والنكسة وحملت الكثير من التجارب الحياتية والاجتماعية أثرت على عملها الأدبي، خرجت روايتها ما دونه الغبار بتفاصيل هامة تحدثت فيها عن فترة ما قبل النكبة وما بعدها 

## وقفات
ارتبطت دينا سليم وكونت اسرة كبيرة مكونة من ولد وأربع بنات، أنتقلت إلى الشمال الفلسطيني وعملت في سلك التربية والتعليم في قرية أبو سنان في الجليل الغربي مدة طويلة ثم هاجرت إلى أستراليا سنة 2005 

## مراحل مأساوية
من المراحلة المأساوية في حياتها هي مرض ابنها بسرطان الدم وهو في السادسة من عمره، تطورت الحالة المرضية تطورا سلبيا بعد فشل عملية زرع النخاع مما ادى إلى وفاته في أستراليا عن عمر الخامسة والثلاثين بعد معاناة استمرت سبعة وعشرون عاما فاصيبت دينا سليم بصدمة الفراق ودونت روايتها جدار الصمت  التي تعتبر من روايات السير الذاتية.

## بعد الهجرة
تتمتع دينا سليم بحياة مستقرة حاليا بعد هجرتها إلى استراليا وبعد أن انفصلت عن زوجها بمحض إرادتها لكي تستطيع الاستمرار في مشوارها الأدبي، تعيش شبه عزلة مكرسة حياتها للقراءة والكتابة والعمل الإذاعي والتطوعي وهي من مؤسسي الصوت العربي ومجموعة اللغة الآرامية واللغة السريانية والأرمنية في محطة إذاعية تعنى بالإثنيات والقوميات المختلفة في استراليا
تكتب في الصحف الفلسطينية ومجلة شؤون فلسطينية والحياة الجديدة وفي الصحف الأسترالية منها التلغراف ولها عمود شهري بعنوان ذاكرة مكان في مجلة النجوم وهي من الكادر في الإدارة

## أعمالها
- الحلم المزدوج رواية - دار العودة سنة 2004
- تراتيل عزاء البحر دار العودة بيروت سنة 2007
- سادينا رواية ذات طابع نثري - دار ناجي نعمان، لبنان 2008
- الحافيات رواية، مؤسسة شمس - القاهرة سنة 2011 [5][6]
- جدار الصمت رواية دار الجندي - فلسطين سنة 2015، الطبعة الثانية دار كيوان - سوريا 2019
- نارة رواية صدرت في فلسطين سنة 2016، الطبعة الثانية دار كيوان - سوريا
- ما دونه الغبار رواية صدرت عن دار الاهلية - الأردن سنة 2020